# 秋広優人
秋広 優人（あきひろ ゆうと、2002年9月17日 - ）は、千葉県船橋市出身のプロ野球選手（外野手、内野手）。右投左打。福岡ソフトバンクホークス所属。
身長200cmは日本人選手としては馬場正平（ジャイアント馬場）、同期入団の阿部剣友、広島の菊地ハルンと並んで歴代最長身。

## 経歴

### プロ入り前
幼稚園の年中から「夏見台アタックス」で軟式野球を始める。船橋市立宮本中学校では「江戸川ボーイズ」に所属し、陸上部にも所属していた。二松學舍大学附属高校では2年秋から投手も兼ねる。高校通算23本塁打。
2020年10月26日に行われたプロ野球ドラフト会議において、読売ジャイアンツから5巡目で指名され、11月22日に契約金3500万円、年俸540万円で仮契約した（金額は推定）。背番号は68。担当スカウトは野間口貴彦。野手として評価されての指名となり、三塁手として育成する方針が示され、内野手として選手登録された。

### 巨人時代
2021年、春季キャンプや二軍紅白戦で結果を残すと、沖縄キャンプより一軍に昇格し、オープン戦にも出場を続けていたが、開幕直前の3月19日に二軍落ちとなり、開幕一軍入りを逃した。3月20日の二軍開幕戦では「4番・一塁手」として先発出場。開幕直後の4月4日に丸佳浩、中島宏之、若林晃弘が新型コロナウイルス陽性となったために「感染拡大防止特例2021」で登録抹消となり、代替指名選手として初めて一軍登録されたが、2日後の4月6日に代替指名選手が大江竜聖に変更され、登録を抹消された。一軍での出場は1試合かつ1打席のみだった。オフに、60万円増の推定年俸600万円で契約を更改し、松井秀喜が着けていた背番号55に変更されることが発表された。オフシーズンには中田翔の自主トレに参加を志願した。
2022年、一軍での試合出場はなかったもののイースタン・リーグの最多安打（98安打）を記録。11月22日に、30万円増の推定年俸630万円で契約を更改した。
2023年、開幕こそ二軍スタートだったものの好調をキープし、4月18日に1年半ぶりに一軍に昇格。22日の東京ヤクルトスワローズ戦でプロ入り初の先発出場を果たすと、第1打席で小川泰弘からプロ入り初安打、初打点となる適時打を記録。29日の広島東洋カープ戦では松本竜也からプロ初本塁打を放ち、同試合でサヨナラ本塁打を放った自主トレ相手の中田と共にお立ち台に上がった。その後も好調を維持し先発出場を続けると、5月25日の横浜DeNAベイスターズ戦に「3番・右翼手」で先発出場を果たし、球団として松井秀喜以来となる20歳以下でのクリーンアップ出場を果たした。その後もチームのクリーンアップとして定着すると、7月23日には一軍初安打シーズンにして2桁本塁打となる10号を記録すると同時に、球団史上初の高卒3年目で4試合連続本塁打も記録した。しかしその試合以降最後まで本塁打が出ることはなく、さらに夏場以降は徐々に数字を落としていったためベンチスタートの試合が増加、特に左投手相手には弱くシーズン終盤には先発投手が左投げの日はほぼ控えに回っていた。最終的に規定打席にはわずか4打席足りない439打席に終わったものの、121試合で打率.273、10本塁打、41打点の成績を残した。二軍では13試合に出場し、打率.341、1本塁打、8打点を記録し、イースタン・リーグの優秀選手賞を受賞した。オフには2023 アジア プロ野球チャンピオンシップ 日本代表に選出された。11月29日の契約更改交渉では、2620万円増の推定年俸3250万円となった。上昇率は416%で、これは球団としては歴代4位の上昇率とされる。
2024年は、「フルスイングすることを一番にやりたい」と意気込んで臨んだシーズンだったが、オープン戦で打率.125と結果が残せず開幕を二軍で迎える。5月7日から一軍に合流したものの、7試合で打率.210と低調な成績で5月20日に登録抹消。その約2週間後に再昇格するが、10試合の出場で16打数4安打と大きくアピールはできず、また守備面でも6月6日の千葉ロッテマリーンズ戦でレフトへの飛球を捕球できずに適時二塁打としてしまい阿部監督から「捕れば終わりなのに…。だけど使ったのは僕なので、もうああいうことはしません」と苦言を呈されるなど攻守で結果を残せず6月23日に再び一軍登録を抹消された。二軍では87試合に出場し打率.268、1本塁打、24打点とし、シーズン終盤の9月3日に一軍に昇格。同日代打で出場し、12球粘った末に四球を選んで出塁すると、翌日も代打起用で安打を記録。9月8日のDeNA戦では3か月ぶりにスタメン出場し、内野安打を記録したが9回に失点につながる失策を喫し、その裏の打席で代打を送られた。9月10日の広島戦で初打点を記録した。さらに二盗にも成功し、プロ4年目で初盗塁となった。しかし9月20日に3度目の出場選手登録抹消。リーグ終了後に参加していたみやざきフェニックス・リーグでは2本塁打を記録し、10月17日に一軍に昇格したが、クライマックスシリーズファイナル2戦目で代打出場も三振に終わり、10月19日に登録抹消。26試合の出場で打率.261、1打点に留まり、11月6日に800万円減の推定年俸2450万円で契約を更改した。翌11月7日には、京本眞、山田龍聖とともにオーストラリアのウィンターリーグに出発。アデレード・ジャイアンツに所属した。23試合に出場し、ウィンターリーグ参加の日本人選手ではトップの打率.321（84打数27安打）を記録した。
2025年は開幕を二軍で迎える。5月3日に一軍昇格を果たすも、5試合で7打数1安打と結果を残せなかったが、後述のトレード発表まで出場選手登録されたままだった。

### ソフトバンク時代
2025年5月12日、リチャードとの交換トレードで、大江竜聖とともに福岡ソフトバンクホークスに移籍することが発表された。背番号は52。同月15日に出場選手登録されると、その晩の対西武12回戦（みずほPayPayドーム福岡）で6番・左翼手で移籍後初先発出場し、6回裏の第3打席に西武先発髙橋光成から中前打を放ち移籍後初安打を記録。6月13日の対横浜DeNAベイスターズ戦でアンソニー・ケイから左翼への2点適時打を放ち移籍後初打点を挙げた。6月14日の対DeNA戦で大貫晋一から移籍後初の本塁打を放った。

## 選手としての特徴
投打において高く評価されており、投手として最速144km/hを記録し、打者としても高校通算23本塁打を記録した。
打者としては打撃が柔らかく、長打力とバットコントロールの良さに定評がある。左投手相手に打撃成績が悪く、秋広自身、スライダー系の球への対応力の無さを課題に挙げている。ソフトバンク入団会見時に秋広は「身長がある分、ホームランバッターに見られがちですけど、自分は率のほうが自信がある」と語っており、ソフトバンク会長の王貞治は秋広の練習を見て「体の割にはおとなしい打ち方するね」と語っている。
元々の守備位置は三塁であるが、プロ入り後は出場機会を増やすために一塁（高校時代も経験あり）や外野の守備練習を行っており、2022年より外野に本格挑戦している。2023年シーズンでは外野守備については、打球の追い方や送球の判断力などの面で拙さを見せることがあり、当時の監督の原辰徳から苦言を呈される場面もあった。2023年時点では内野手登録ながら外野手としての出場がメインで、内野手としても一塁手としての出場がメインであるが、元々の守備位置であった三塁手の守備練習も継続している。

## 人物
- 愛称は「アキ」[63]、「メガゴジラ」[64]、「シン・ゴジラ」[65]。
- 身長は小学校卒業時で180cm、中学校卒業時で198cm。父は172cm、母は165cmと特に高くない[66]。入団後の2021年2月に身長を測ったところ、202cmであった（簡易測定のため参考記録）[67]。
- 足のサイズは32cmで、スパイクは特注。高校入学後、アシックスの工場に出向き、オーダーメイドで作ってもらったという[68]。
- 高校時代の体育の授業では、バスケットボールのリングに軽く跳べば届くため、秋広とバスケ部はシュートを決めても1点というルールがあった[69]。
- 3歳上の兄・涼太も野球選手で、小学校時代にWBSC U-12ワールドカップ日本代表に選ばれ、二松學舍大学附属高等学校では「6番・一塁手」として第99回全国高等学校野球選手権大会に出場。高校卒業後は中央学院大学に進み内野手としてプレーしていた。高校時代に、すでに身長185cmあった中学生の優人に抜かれている[70]。
- トレーニングの一環として体重を増やすことに積極的に取り組んでいる[71]。2022年の中田翔との自主トレでは1日に白米9合をノルマとする食トレを敢行した[72]。
- 好きな食べ物はオムライス。苦手なものは辛いもの[73]。
- 趣味はカラオケで得意曲はサザンオールスターズの『TSUNAMI』[74]。2022年の秋季キャンプでは監督の原辰徳の前でティー打撃をしながら『TSUNAMI』を熱唱し、原から「歌GOOD、スイングNO GOOD」と評された[75]。

## 詳細情報

### 年度別打撃成績
| 年 度     | 球 団     | 試 合 | 打 席 | 打 数 | 得 点 | 安 打 | 二 塁 打 | 三 塁 打 | 本 塁 打 | 塁 打 | 打 点 | 盗 塁 | 盗 塁 死 | 犠 打 | 犠 飛 | 四 球 | 敬 遠 | 死 球 | 三 振 | 併 殺 打 | 打 率 | 出 塁 率 | 長 打 率 | O P S |
| --------- | --------- | ----- | ----- | ----- | ----- | ----- | -------- | -------- | -------- | ----- | ----- | ----- | -------- | ----- | ----- | ----- | ----- | ----- | ----- | -------- | ----- | -------- | -------- | ----- |
| 2021      | 巨人      | 1     | 1     | 1     | 0     | 0     | 0        | 0        | 0        | 0     | 0     | 0     | 0        | 0     | 0     | 0     | 0     | 0     | 0     | 0        | .000  | .000     | .000     | .000  |
| 2023      | 巨人      | 121   | 439   | 406   | 36    | 111   | 18       | 2        | 10       | 163   | 41    | 0     | 1        | 2     | 3     | 26    | 2     | 2     | 79    | 9        | .273  | .318     | .401     | .720  |
| 2024      | 巨人      | 26    | 48    | 46    | 5     | 12    | 1        | 0        | 0        | 13    | 1     | 1     | 0        | 0     | 0     | 2     | 0     | 0     | 12    | 1        | .261  | .292     | .283     | .574  |
| 通算：3年 | 通算：3年 | 148   | 488   | 453   | 41    | 123   | 19       | 2        | 10       | 176   | 42    | 1     | 1        | 2     | 3     | 28    | 2     | 2     | 91    | 10       | .272  | .315     | .389     | .703  |

- 2024年度シーズン終了時

### 年度別守備成績
| 年 度 | 球 団 | 一塁  | 一塁  | 一塁  | 一塁  | 一塁  | 一塁     | 外野  | 外野  | 外野  | 外野  | 外野  | 外野     |
| 年 度 | 球 団 | 試 合 | 刺 殺 | 補 殺 | 失 策 | 併 殺 | 守 備 率 | 試 合 | 刺 殺 | 補 殺 | 失 策 | 併 殺 | 守 備 率 |
| ----- | ----- | ----- | ----- | ----- | ----- | ----- | -------- | ----- | ----- | ----- | ----- | ----- | -------- |
| 2023  | 巨人  | 36    | 182   | 13    | 2     | 9     | .990     | 97    | 125   | 2     | 3     | 0     | .977     |
| 2024  | 巨人  | 6     | 36    | 2     | 1     | 1     | .974     | 9     | 11    | 1     | 0     | 0     | 1.000    |
| 通算  | 通算  | 42    | 218   | 15    | 3     | 10    | .987     | 106   | 136   | 3     | 3     | 0     | .979     |

- 2024年度シーズン終了時

### 記録
初記録
- 初出場・初打席：2021年9月29日、対中日ドラゴンズ24回戦（バンテリンドーム ナゴヤ）、9回表に小林誠司の代打で出場、藤嶋健人から左飛[76]
- 初先発出場：2023年4月22日、対東京ヤクルトスワローズ2回戦（明治神宮野球場）、「7番・左翼手」で先発出場[77]
- 初安打・初打点：同上、2回表に小川泰弘から中越適時二塁打[78]
- 初本塁打：2023年4月29日、対広島東洋カープ5回戦（東京ドーム）、7回裏に松本竜也から右中間越ソロ[79]
- 初盗塁：2024年9月10日、対広島東洋カープ20回戦（MAZDA Zoom-Zoom スタジアム広島）、6回表に二盗（投手・塹江敦哉、捕手・會澤翼）

その他の記録
- 高卒3年目で4試合連続本塁打：2023年7月16日 - 同23日 ※高卒3年目以内では2010年の中田翔以来史上5人目、球団史上初[26]

### 背番号
- 68（2021年[8]）
- 55（2022年[18] - 2025年5月11日）
- 52（2025年5月12日[50] - ）

### 代表歴
- 2023 アジア プロ野球チャンピオンシップ 日本代表